# Stolzenfels
Stolzenfels je původní středověký hrad ze 12. století, který byl v 19. století pruskou královskou rodinou přestavěn na novogotický zámek se skvostnými interiéry.
O obnovu hradu zdevastovaného franskými vojsky se postaral korunní princ a pozdější král Fridrich Vilém IV., který jej dostal darem. Pod vedením berlínských architektů Fridricha Schinkela a Fridricha Augusta Stülera vzniklo letní sídlo dýchající středozemní atmosférou. Dochovaly se původní obranné i obytné věže s plochými střechami, pergolové zahrady i terasy. Novogotické vybavení hradu doplňují cennosti ze soukromých královských sbírek.